# Magnolia Bostad AB
Magnolia Bostad AB är svenskt fastighetsföretag i Stockholm.
Magnolia Bostad AB utvecklar och förvaltar fastigheter med hyresrätter till bostadsrätter, samhällsfastigheter och hotell. Det har verksamhet på ett flertal orter i Sverige, till exempel större utvecklingsprojekt i södra Häggvik i Sollentuna kommun, Vårby udde i Huddinge kommun, Läggesta Park i Mariefred i Strängnäs kommun och Bro Mälarstrand i Upplands Bro kommun.